# ブラマイア・ヤング

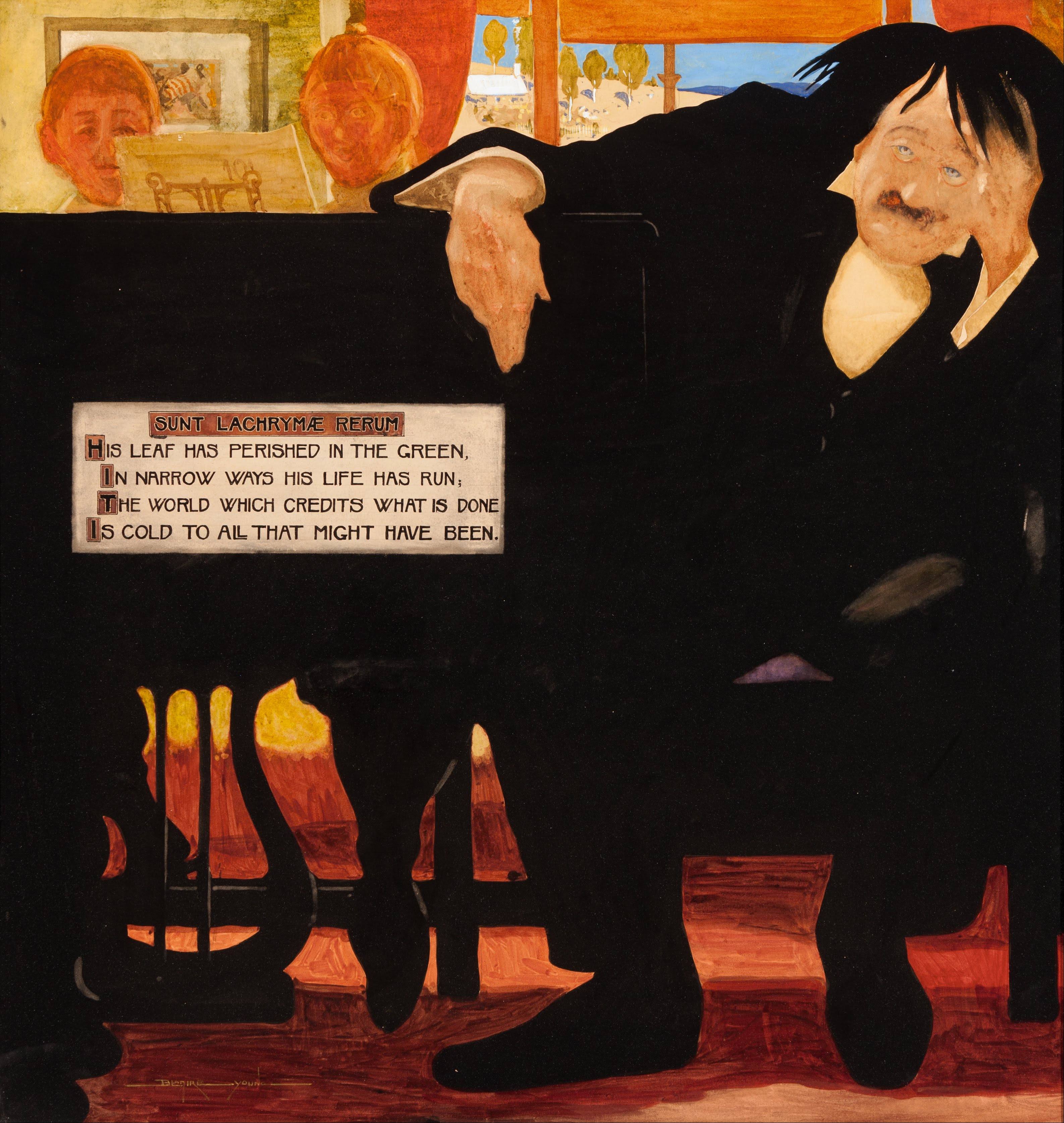
ブラマイア・ヤング作の水彩画「音楽家」(1901)、南オーストラリア美術館

ウィリアム・ブラマイア・ヤング（William Blamire Young、1862年8月9日 - 1935年1月14日）は、イギリス生まれの画家、イラストレーターである。オーストラリアで水彩画家、イラストレーターとして働いた。

## 略歴
イースト・ライディング・オブ・ヨークシャーのロンデスボロー（Londesborough）で生まれた。独立自営農民（ヨーマン）階層の出身であった。祖父に動物愛護の著述を行った聖職者、学者のトーマス・ヤング（Thomas Young:1772-1835）がいる。ウォルサム・フォレスト・ロンドン自治区の学校で学んだ後、ケンブリッジ大学で数学を専攻した。このころ美術に興味を持ち、ケンブリッジ美術協会とも関連を持った。1884年にオーストラリアのニューサウスウェールズ州のカトゥーンバのカトゥーンバ・カレッジ（Katoomba College）の数学の修士課程に進み、8年間オーストラリアに滞在した。余暇には絵画を練習し、風刺画家、イラストレーターのフィリップ・メイ（Philip May: 1864-1903）と知り合い、メイからも絵を学んだ。
1893年にイギリスに戻るとフーベルト・フォン・ヘルコマーの美術学校で数ヶ月間学び、ポスター画家のジェームズ・プライド（1866-1941）やウィリアム・ニコルソン（1872-1949）と知り合った。
1895年に再びオーストラリアに渡り、商業美術の分野で働きポスターの制作などをした。オーストラリア連邦初の切手のデザインもした。
1912年にヨーロッパに戻り、スペインに滞在した後、イギリスに住んだ。1914年8月にベイリー・ギャラリーで個展が開かれ、第一次世界大戦中は射撃の教官として働いた。戦後すぐに画家の仕事に戻り、ロイヤル・アカデミー・オブ・アーツの展覧会や英国王立芸術家協会に出展した。1923年にオーストラリアに戻り、メルボルンに近いモントローズ（Montrose）に定住した。オーストラリアの雑誌「ヘラルド」紙で美術評論家として活動し、時折個展を開催した。1923年には「ゴヤの箴言」を出版した。オーストラリアを代表する水彩画家として認められた、どこでも認められた。
1935年にモントローズで亡くなった。

## 作品

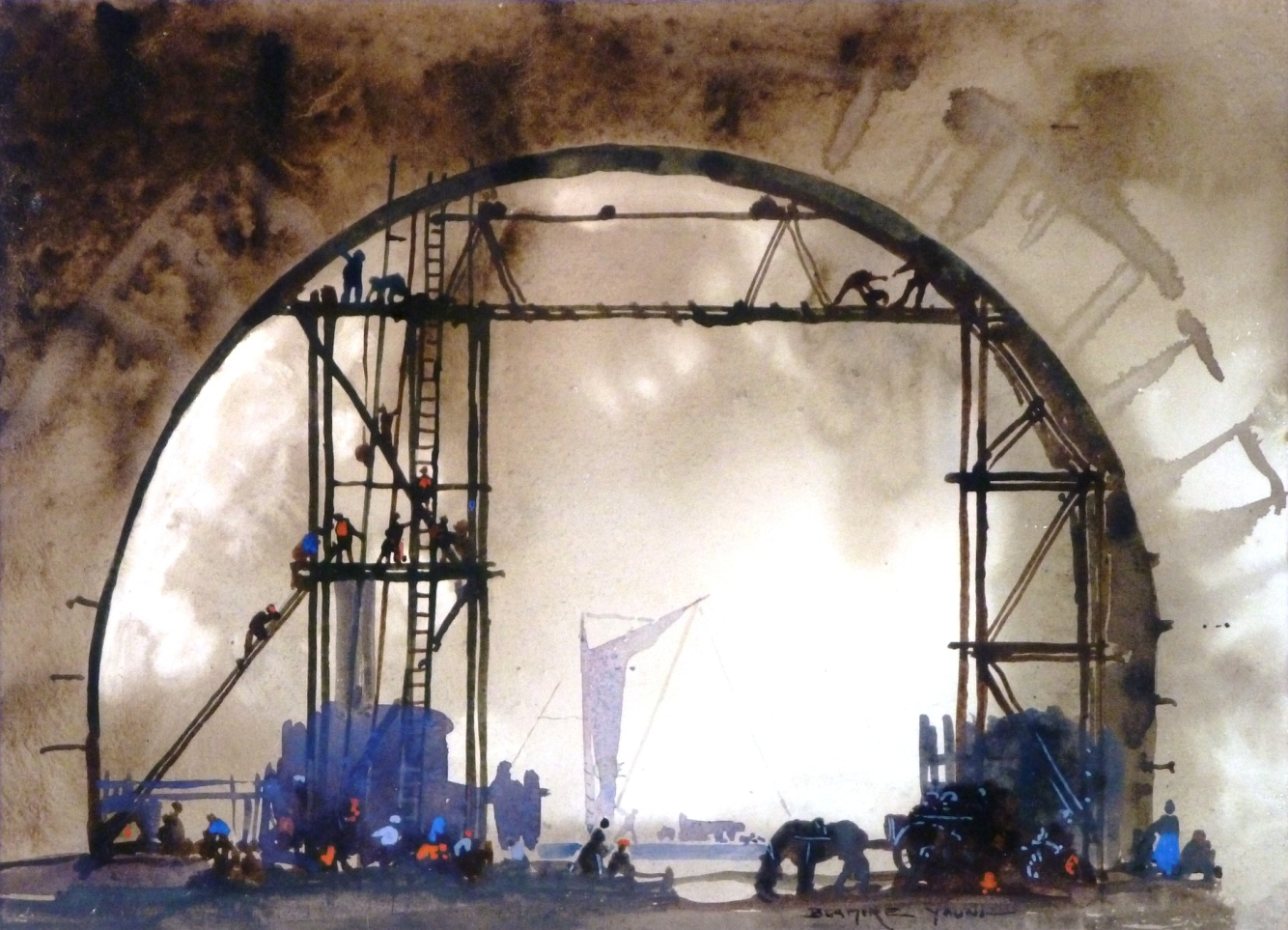
高架橋の修理 (c.1923)
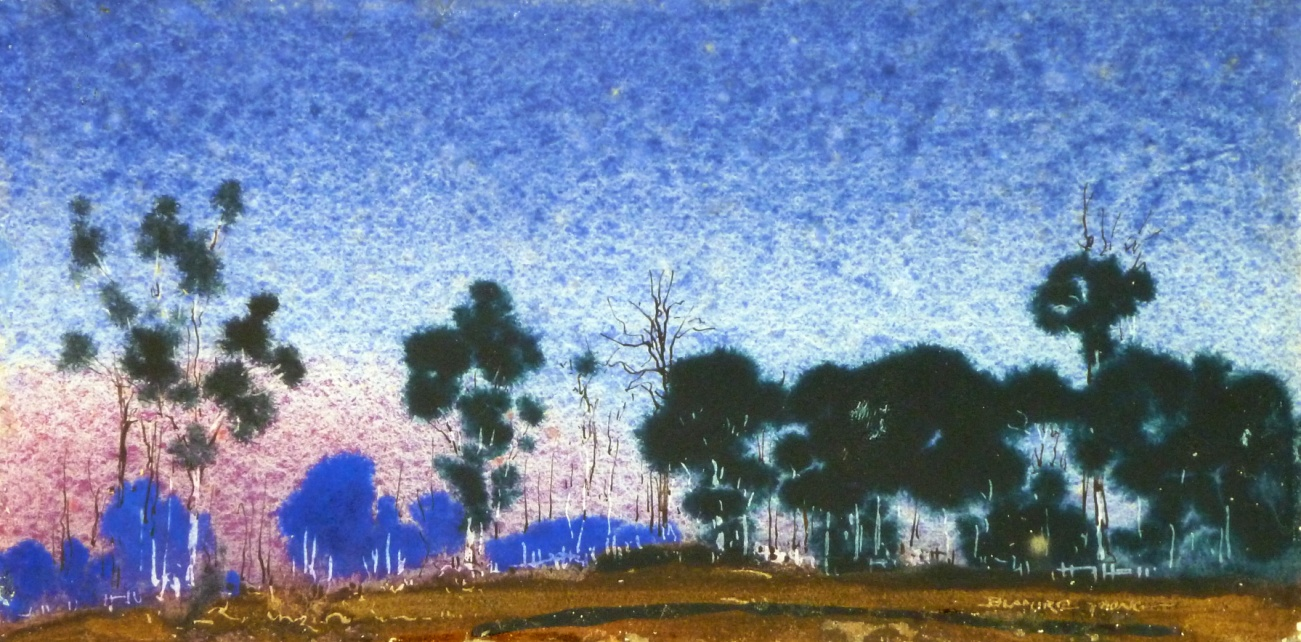
夏の夕暮れ (1921/1923)
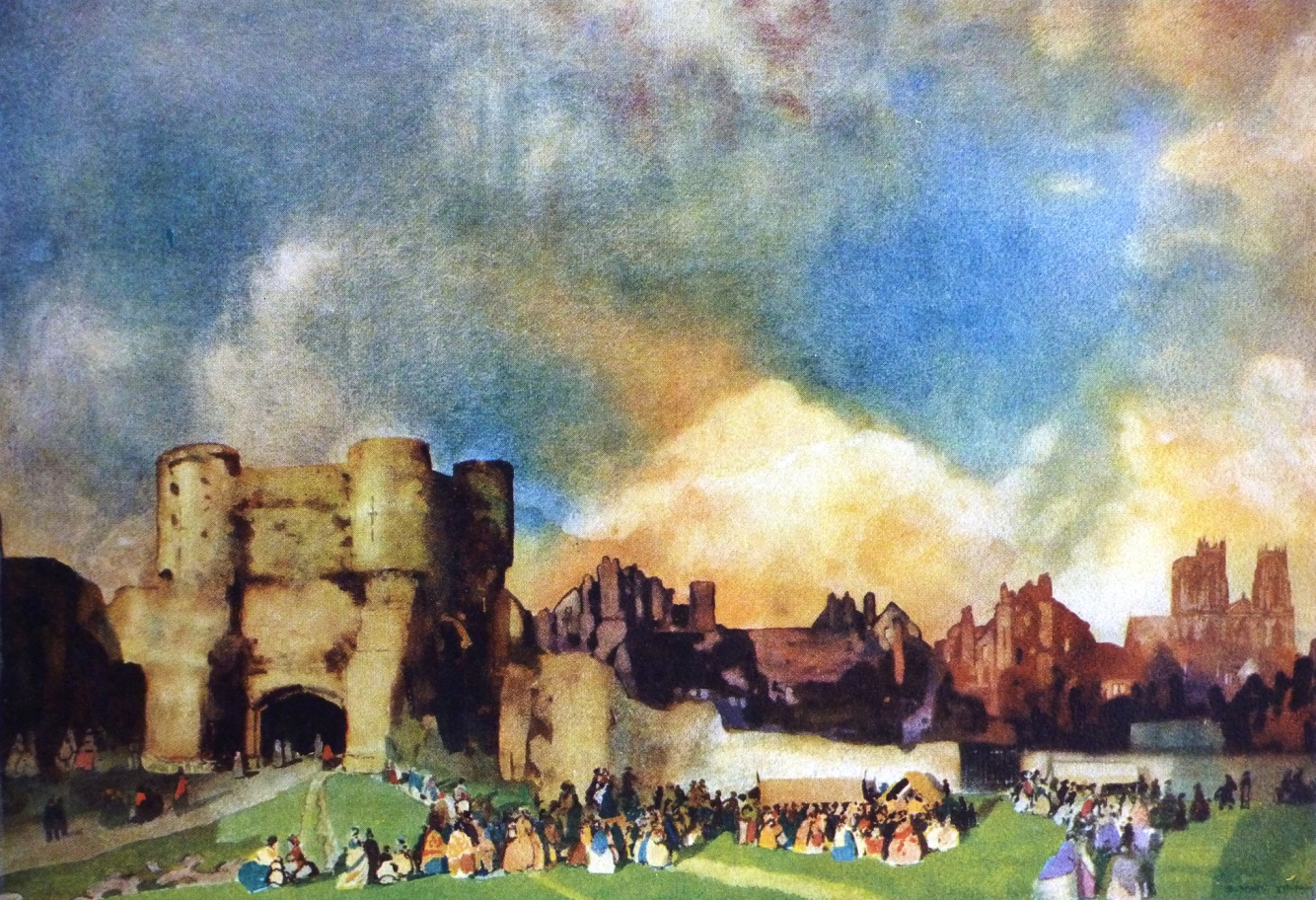
"THE WESTERN GATE"(c.1919)